# Jerel McNeal
Jerel McNeal (ur. 1 czerwca 1987 w Chicago) – amerykański koszykarz, występujący na pozycji rozgrywającego, obecnie zawodnik Ironi Naharijja.
Brał wielokrotnie udział w letniej lidze NBA, reprezentując Sacramento Kings (2009), Charlotte Bobcats (2010), Utah Jazz (2013), Phoenix Suns (2015), czy Toronto Raptors podczas obozu przedsezonowego (2012).
31 lipca 2015 podpisał umowę z greckim klubem Aris Saloniki. Następnie przez jeden sezon występował w niemieckiej Bundeslidze, zdobywając mistrzostwo oraz puchar tego kraju. 22 sierpnia 2017 został zawodnikiem francuskiego SIG Strasburg. 1 września opuścił klub. 30 września związał się z izraelskim Hopoelem Tel Awiw.
6 września 2019 został zawodnikiem izraelskiego Ironi Naharijja.

## Osiągnięcia
Stan na 7 września 2019, na podstawie, o ile nie zaznaczono inaczej.
NCAA
- Uczestnik:
  - II rundy turnieju NCAA (2008, 2009)
  - turnieju NCAA (2006–2009)
- Obrońca roku konferencji Big East (2007)[8]
- Zaliczony do:
  - I składu:
    - AAC (2009)
    - turnieju:
      - AAC (2008)
      - CBE Classic (2007)
      - Great Alaska Shootout (2006)
      - Maui Invitational (2008)

    - debiutantów AAC (2006)

  - II składu:
    - All-American (2009 przez AP, SN)
    - AAC (2007, 2008)

  - III składu All-American (2009 przez NABC)

Drużynowe
- Mistrz Niemiec (2017)
- Wicemistrz D-League (2011)
- 4. miejsce podczas mistrzostw Grecji (2016)
- Zdobywca pucharu Niemiec (2017)

Indywidualne
(* – nagrody przyznane przez portal eurobasket.com)
- Impact Player of the Year (2015)
- Najlepszy zagraniczny zawodnik ligi greckiej (2016)*[3]
- Zaliczony do:  
  - I składu D-League (2013)
  - III składu NBA D-League (2011, 2015)
  - składu Honorable Mention turnieju D-League Showcase (2013)
- Uczestnik meczu gwiazd:
  - D-League (2011, 2013)
  - ligi izraelskiej (2019)
- Zawodnik Tygodnia (28.02.2011)
- Lider CBA w przechwytach (2014)[9]